# Liotrichus
Liotrichus là một chi bọ cánh cứng trong họ 
Elateridae.
Chi này được miêu tả khoa học năm 1858 bởi Kiesenwetter.

## Các loài
Các loài trong chi này gồm:
- Liotrichus affinis (Paykull, 1800)
- Liotrichus bessolitzinae Gurjeva, 1986
- Liotrichus chlamydates (Lewis, 1894)
- Liotrichus crestonensis (Brown, 1935)
- Liotrichus ferrugineipennis (Candèze, 1879)
- Liotrichus fulvipennis (Lewis, 1894)
- Liotrichus himalayanus (Ôhira & Becker, 1973)
- Liotrichus hiramatsui (Ôhira, 1996)
- Liotrichus hypocrita (Lewis, 1894)
- Liotrichus kabakovi Gurjeva, 1986
- Liotrichus kurofunei (Miwa, 1934)
- Liotrichus ligneus (Candèze, 1879)
- Liotrichus minoensis (Ôhira, 1954)
- Liotrichus nepalensis (Ôhira & Becker, 1973)
- Liotrichus nipponensis (Ôhira, 1973)
- Liotrichus nishidai (Kishii, 1986)
- Liotrichus ozeanus (Nakane & Kishii, 1954)
- Liotrichus sasakii (Ôhira, 1970)
- Liotrichus selectus (Candèze, 1865)
- Liotrichus singularis Gurjeva, 1986
- Liotrichus spinosus (LeConte, 1853)
- Liotrichus stricklandi (Brown, 1935)
- Liotrichus subopacus (Kishii, 1982)
- Liotrichus tengu (Miwa, 1934)
- Liotrichus tsukamotoi (Kishii, 1966)
- Liotrichus umbricolus (Eschscholtz, 1829)
- Liotrichus volitans (Eschscholtz, 1829)
- Liotrichus vulnerata (LeConte, 1863)